# Persone di cognome Itō
| Questa pagina contiene informazioni ricavate automaticamente dalle voci biografiche con l'ausilio del template Bio e di un bot. L'aggiornamento è periodico e automatico e ricostruisce completamente la pagina. Se manca una persona in questa lista, sei pregato di non aggiungerla, ma accertati piuttosto che la sua voce biografica contenga il template Bio e che i dati anagrafici siano correttamente compilati. Se il template Bio manca, inseriscilo tu stesso o, in alternativa, metti l'avviso {{tmp\|Bio}} che ne segnala la mancanza. Se i dati riportati sono sbagliati, correggi direttamente la voce biografica; le modifiche saranno visibili in questa lista entro pochi giorni. Per chiarimenti vedi il progetto antroponimi. La lista contiene solo le 74 persone che sono citate nell'enciclopedia e per le quali è stato implementato correttamente il template Bio. Pagina aggiornata al 8 apr 2025. |

Questa è una lista di persone presenti nell'enciclopedia che hanno il cognome Itō, suddivise per attività principale.

## Ammiragli(2)
- Seiichi Itō, ammiraglio giapponese (Prefettura di Fukuoka, n. 1890 - Mare a nord di Okinawa, † 1945)
- Itō Sukeyuki, ammiraglio giapponese (Kagoshima, n. 1843 - Tokyo, † 1914)

## Anarchiche(1)
- Noe Itō, anarchica e scrittrice giapponese (Fukuoka, n. 1895 - Tokyo, † 1923)

## Antropologhe(1)
- Mizuko Itō, antropologa giapponese (Kyōto, n. 1968)

## Architetti(1)
- Toyoo Itō, architetto giapponese (Seul, n. 1941)

## Astronomi(1)
- Kazuyuki Itō, astronomo giapponese (n. 1951)

## Attivisti(1)
- Jōichi Itō, attivista e imprenditore giapponese (Kyōto, n. 1966)

## Attori(2)
- David Itō, attore, comico e doppiatore giapponese (Saitama, n. 1966)
- Hideaki Itō, attore giapponese (Gifu, n. 1975)

## Attrici(3)
- Ayumi Itō, attrice giapponese (Tokyo, n. 1980)
- Miki Itō, attrice giapponese (Nagoya, n. 1971)
- Misaki Itō, attrice e modella giapponese (Iwaki, n. 1977)

## Autori di videogiochi(1)
- Hiroyuki Itō, autore di videogiochi giapponese

## Calciatori(15)
- Atsuki Itō, calciatore giapponese (Urawa, n. 1998)
- Hiroki Itō, ex calciatore giapponese (Niihama, n. 1978)
- Hiroki Itō, calciatore giapponese (Shizuoka, n. 1999)
- Jun'ya Itō, calciatore giapponese (Yokosuka, n. 1993)
- Naoji Itō, ex calciatore giapponese (Prefettura di Mie, n. 1959)
- Ryōtarō Itō, calciatore giapponese (Ōsaka, n. 1998)
- Shō Itō, calciatore giapponese (Kasugai, n. 1988)
- Suguru Itō, ex calciatore giapponese (Prefettura di Akita, n. 1975)
- Tatsuya Itō, calciatore giapponese (Tokyo, n. 1997)
- Teruyoshi Itō, ex calciatore giapponese (Shizuoka, n. 1974)
- Tetsuya Itō, ex calciatore giapponese (Prefettura di Chiba, n. 1970)
- Yukitoshi Itō, ex calciatore giapponese (Shizuoka, n. 1993)
- Yuzuki Itō, ex calciatore giapponese (Prefettura di Shizuoka, n. 1974)
- Yūji Itō, ex calciatore giapponese (Prefettura di Mie, n. 1965)
- Yūta Itō, calciatore giapponese (Aichi, n. 1992)

## Cantanti(4)
- Kanako Itō, cantante giapponese (Utsunomiya, n. 1973)
- Masumi Itō, cantante e compositrice giapponese (Ibaraki)
- Shizuka Itō, cantante e doppiatrice giapponese (Tokyo, n. 1980)
- Yukari Itō, cantante giapponese (Tokyo, n. 1947)

## Cantautrici(1)
- Misia, cantautrice giapponese (Ōmura, n. 1978)

## Cestisti(1)
- Shunsuke Itō, ex cestista giapponese (Zama, n. 1979)

## Compositori(1)
- Kenji Itō, compositore giapponese (Tokyo, n. 1968)

## Diplomatici(1)
- Itō Mancio, diplomatico giapponese (Tonokōri, n. 1569 - Nagasaki, † 1612)

## Doppiatori(1)
- Kentarō Itō, doppiatore giapponese (Hachiōji, n. 1974)

## Doppiatrici(2)
- Kanae Itō, doppiatrice e cantante giapponese (Prefettura di Nagano, n. 1986)
- Miki Itō, doppiatrice giapponese (Tokyo, n. 1962)

## Fumettiste(1)
- Noizi Itō, fumettista, autrice di videogiochi e illustratrice giapponese (Prefettura di Hyōgo, n. 1977)

## Fumettisti(1)
- Junji Itō, fumettista e sceneggiatore giapponese (Nakatsugawa, n. 1963)

## Giocatori di football americano(1)
- Gorō Itō, ex giocatore di football americano e allenatore di football americano giapponese (n. 1965)

## Giornaliste(1)
- Shiori Itō, giornalista, regista e attivista giapponese (n. 1989)

## Illustratrici(1)
- Ikuko Itō, illustratrice, animatrice e character designer giapponese (prefettura di Ibaraki, n. 1961)

## Matematici(1)
- Kiyoshi Itō, matematico giapponese (Inabe, n. 1915 - Kyoto, † 2008)

## Militari(3)
- Itō Suketaka, militare giapponese (n. 1559 - † 1600)
- Itō Sukeyoshi, militare giapponese (n. 1589 - † 1636)
- Itō Yoshisuke, militare giapponese (n. 1512 - † 1585)

## Nuotatrici(1)
- Hanae Itō, nuotatrice giapponese (Saitama, n. 1985)

## Pattinatrici artistiche su ghiaccio(1)
- Midori Itō, ex pattinatrice artistica su ghiaccio giapponese (Nagoya, n. 1969)

## Pattinatrici di short track(1)
- Ayuko Itō, pattinatrice di short track giapponese (Hamamatsu, n. 1986)

## Piloti motociclistici(3)
- Fumio Itō, pilota motociclistico giapponese (Tokyo, n. 1939 - Florida, † 1991)
- Mitsuo Itō, pilota motociclistico giapponese (Iwata, n. 1937 - † 2019)
- Shin'ichi Itō, pilota motociclistico giapponese (Kakuda, n. 1966)

## Politici(3)
- Itō Hirobumi, politico giapponese (Hikari, n. 1841 - Harbin, † 1909)
- Itchō Itō, politico giapponese (Nagasaki, n. 1945 - Nagasaki, † 2007)
- Masayoshi Itō, politico giapponese (Aizuwakamatsu, n. 1913 - Tokyo, † 1994)

## Registi(3)
- Daisuke Itō, regista e sceneggiatore giapponese (Uwajima, n. 1898 - Kyoto, † 1981)
- Shun'ya Itō, regista e sceneggiatore giapponese (n. 1937)
- Tomohiko Itō, regista giapponese (Kasugai, n. 1978)

## Saltatori con gli sci(2)
- Daiki Itō, saltatore con gli sci giapponese (Shimokawa, n. 1985)
- Naoto Itō, ex saltatore con gli sci giapponese (Sapporo, n. 1969)

## Saltatrici con gli sci(1)
- Yūki Itō, saltatrice con gli sci giapponese (Shimokawa, n. 1994)

## Sceneggiatori(1)
- Tsunehisa Itō, sceneggiatore giapponese (Prefettura di Kōchi, n. 1941 - † 2021)

## Sciatori alpini(1)
- Atsushi Itō, ex sciatore alpino giapponese (n. 1966)

## Sciatrici freestyle(1)
- Miki Itō, sciatrice freestyle giapponese (Hino, n. 1987)

## Scrittori(3)
- Kazunori Itō, scrittore e sceneggiatore giapponese (Hinase, n. 1954)
- Project Itoh, scrittore giapponese (Tokyo, n. 1974 - Tokyo, † 2009)
- Sei Itō, scrittore, critico letterario e traduttore giapponese (Matsumae, n. 1905 - Tokyo, † 1969)

## Tennistavoliste(1)
- Mima Itō, tennistavolista giapponese (Iwata, n. 2000)

## Tenniste(1)
- Aoi Itō, tennista giapponese (Giappone, n. 2004)

## Tennisti(1)
- Tatsuma Itō, ex tennista giapponese (Inabe, n. 1988)

## Tuffatori(1)
- Hiroki Itō, tuffatore giapponese (n. 1999)

## Velocisti(1)
- Rikuya Itō, velocista giapponese (n. 1998)